# تیم پنسکی

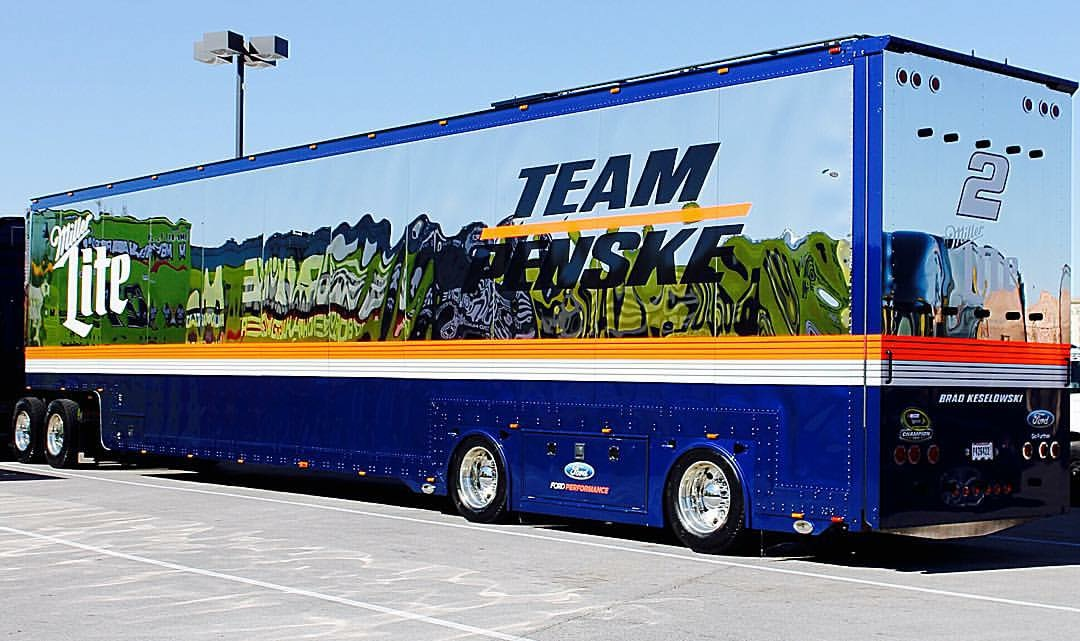
خودرو شماره ۲ تیم پنسکی، لاس وگاس استریپ - ۲۰۱۵

تیم پنسکی (سابق با نام پنسکی ریسینگ شناخته می‌شد) یک سازمان مسابقات اتومبیل‌رانی حرفه‌ای آمریکایی است که در مسابقات سری ایندی‌کار، سری رقابت‌های جام ناسکار، مسابقات قهرمانی خودروهای ورزشی ایمسا و مسابقات جهانی استقامتی رقابت می‌کند. این سازمان با حضور در مسابقات ۲۴ ساعت دیتونا در سال ۱۹۶۶ اولین مسابقه رسمی خود را در ورزش‌های موتوری انجام داد، این تیم همچنین در دیگر مسابقات حرفه ای مانند فرمول یک، کن-ام، و سوپرکارز چمپیونشیپ استرالیا شرکت کرده است. در مجموع، تیم پنسکی بیش از ۵۰۰ پیروزی و بیش از ۴۰ قهرمانی در تمام مسابقات اتومبیل رانی به دست آورده است. تیم پنسکه بخشی از تشکیلات پنسکی است و مالک و ریاست آن را راجر پنسکی بر عهده دارد. رئیس این تیم، تیم سیندریک است.